# دومينغو زالازار
دومينغو زالازار (بالإسبانية: Omar Zalazar)‏ هو لاعب كرة قدم أرجنتيني في مركز الهجوم، ولد في 10 أغسطس 1986 في فيرا ‏ في الأرجنتين. لعب مع أوداكس إيتاليانو وأوليمبو وديفنسا خوستيكا.

## وصلات خارجية
- دومينغو زالازار على موقع قاعدة بيانات كرة القدم.إي يو (الإنجليزية)
- دومينغو زالازار على موقع Soccerway.com (الإنجليزية)
- دومينغو زالازار على موقع AS.com (الإسبانية)